# JAZZIDA GRANDE
JAZZIDA GRANDE(ジャジーダ・グランデ)は、音楽家のイケガミキヨシによるソロユニット。2004年にODE MUSIC ENTERTAINMENTよりデビュー。作曲家/編曲家/トラックメイカー/キーボーディスト/ベーシスト/DJ、音楽プロデューサーなどの肩書きを持つ。

## ディスコグラフィー

### オリジナルアルバム
- ジャジーダ・グランデ（2004年8月26日）
- ユメノコドウ（2004年11月26日）
- Cuore（2005年9月2日）
- Felicia（2007年10月10日）
- Petits Morceaux L（2008年12月24日）
- Petits Morceaux R（2008年12月24日）

### コンピレーション・アルバム
- Petalo（2004年9月20日）

### 参加アルバム
- Overthrow Stereotype / Picassoman a.k.a. bayaka（2004年9月10日）
- Tokyo Nu School Of Jazz / V.A.（2005年1月21日）
- Love Deluxe / Bajune Tobeta（2005年3月24日）
- Tokyo Luxury Lounge / V.A.（2005年11月9日）
- 眠る孔雀 / 大竹佑季（2006年1月18日）
- akakage presents Osteria Del Rosso Dolce / V.A.（2006年1月18日）
- ODE MUSIC REMIXES eyes / V.A.（2006年3月22日）
- Coco D'or 2 / Coco D'or（2006年7月26日）
- akakage presents aquagirl Luxe / V.A.（2006年8月18日）
- Super Elegant Christmas-luxe house music / V.A.（2006年11月8日）
- Afternoon Tea Music For Joy / V.A.（2006年12月6日）
- Beautiful Too / DJ KAWASAKI（2007年1月1日）
- Freedom-House Mode Collection / V.A.（2007年3月28日）
- New Sessions! / KALEIDO（2007年8月8日）
- Next Floor too house / V.A.（2007年10月3日）
- Cornerstones Domestic Mix At The Lounge/佐藤竹善（2008年3月26日）
- Aperitivo Tokyo 2 Swingin'Butterflies / V.A.（2008年4月9日）